# Bolesław Drewek
Bolesław Drewek (26. november 1903 – 11. november 1972) var en polsk roer som deltog i de olympiske lege 1928 i Amsterdam.
Drewek vandt en bronzemedalje i roning under OL 1928 i Amsterdam. Han var styrmand på den polske Båd som kom på en tredjeplads i fire med styrmand efter Italien og Schweiz. Roerne på båten var Franciszek Bronikowski, Bernard Ormanowski, Edmund Jankowski og Leon Birkholc.